# 26-та піхотна дивізія (США)
26-та піхотна дивізія (США) (англ. 26th Infantry Division (United States) — військове з'єднання, дивізія армії США. Дивізія брала участь у бойових діях Першої та Другої світових війн.

## Історія
26-та піхотна дивізія вперше була сформована 18 липня 1917 року, через три місяці після вступу США у Першу світову війну. Офіційно активація з'єднання сталася 22 серпня того ж року в Бостоні, штат Массачусетс. Оскільки всі підпорядковані підрозділи дивізії були з Нової Англії вона отримала прізвисько «дивізія Янкі».
Під час Першої світової війни дивізія складалася з 51-ї (101-й та 102-й піхотні полки, 102-й кулеметний батальйон) та 52-ї (103-й та 104-й піхотні полки, 103-й кулеметний батальйон) піхотних бригад і 51-ї артилерійської бригади (101-й, 102-й і 103-й артилерійські полки) та окремих підрозділів. 21 вересня 1917 року дивізія прибула до Сен-Назер, Франція. Це була друга дивізія Американських експедиційних сил, повністю сформована та організована в США, що приєдналася до 1-ї дивізії час на Західному фронті й відразу зайняли визначену смугу на лінії фронту. З квітня 1918 року брала участь у боях на Західному фронті у Франції. Билася у Другій битві на Марні, в бою за Сен-Мієль та в Мез-Аргоннській операції. За час бойових дій в Європі 210 днів провела в бойових порядках на фронті, втратила 13 664 людей (1587 — загиблими та 12077 — пораненими у бою). У травні 1919 року розформована.
У 1921 році відновлена у складі Національної гвардії армії США, у зоні її відповідальності перебували штат Массачусетс, а також Род-Айленд, Мен та Меріленд.
Вдруге 26-та піхотна дивізія сформована у грудні 1941 року й перебувала мобільним резервом на східному узбережжі США. 7 вересня 1944 року 26-та дивізія, що увійшла до III корпусу 9-ї армії генерал-лейтенанта Вільяма Сімпсона, 12-ї групи армій генерал-лейтенанта Омара Бредлі, висадилася у Франції у місті Шербур та на плацдармі «Юта», втім у бій вступила як дивізія лише через місяць, 7 жовтня.
13-30 вересня 1944 року підрозділи дивізії несли службу, шляхом патрулювання вздовж узбережжя від Картере до Сіувілля та частка сил у період 5-15 жовтня вела у взаємодії з 80-ю піхотною дивізію перші бої. 7 жовтня 26-та дивізія увійшла до XII корпусу 3-ї армії генерала Джорджа Паттона та звільнила 4-ту бронетанкову дивізію в секторі Салонн-Монкур-Канал-дю-Рейн-о-Марн і утримувала оборонні позиції.
22 жовтня в лісах Монкура провела першу атаку тактичного масштабу. 8 листопада дивізія перейшла в наступ і 20 листопада опанувала Дьєз, просунувшись через річку Саар до Саара. 2 грудня захопила місто Саарбрюкен після запеклих вуличних боїв. 5 грудня після виходу на рубіж укріплень лінії Мажино, дивізію перегрупували. 8 грудня американські формування дивізії увійшли до Сарргеміна.
19-21 грудня 1944 року дивізія, що була зосереджена в районі Меца, терміново вирушила на північ до Люксембурга, щоб взяти участь у контрнаступальній битві в Арденнах. 22 грудня вона напала на Рамбрух і Гросбус, відбила сильні німецькі контратаки, захопила Арсдорф в день Різдва після важких боїв, з ходу прорвалася через річку Вільц, однак, дивізія змушена була відступити під тиском рішучих контрударів вермахту.
5-8 січня 1945 року з'єднання, завершило перегрупування й знову перейшло в наступ, її війська дійшли до річки Вільц і, нарешті, 20 січня перетнули її. 21 січня опанувала Грумельшайд та перетнула річку Клерф. Потім її перекинули на східний берег Саару, де 29 січня — 6 березня 1945 року вона утримувала оборонні позиції в районі Саарлаутерна. 13 березня 1945 року дивізія перейшла у черговий наступ у напрямку Рейна і 17 березня її підрозділи увійшли в Мерциг, вийшовши до Рейну 21 березня, та 25-26 березня, подолавши Рейн прорвалася до Оппенгайма. 28 березня частини 26-ї дивізії вели вуличні бої за Ганау, 5 квітня захопили Майнінген. 4 травня, після успішного наступу на південний схід Австрії, дивізія допомогла в захопленні Лінца. На момент підписання німцями капітуляції дивізії продовжувала рух на північний схід у Чехословаччину, через річку Влтава, коли був прийнятий наказ про припинення вогню.
Загалом дивізія провела в боях 210 діб, зазнавши втрату 10 701 особу (з них загинуло в бою — 1 850, було поранено — 7 886, зникло безвісти — 159 та потрапили в полон 806 військовослужбовців з'єднання).